# Браунвил (Њујорк)
Браунвил (енгл. Brownville) град је у америчкој савезној држави Њујорк.

## Демографија
По попису из 2010. године број становника је 1.119, што је 97 (9,5%) становника више него 2000. године.
| Група             | 2000.       | 2010.         |
| Белци             | 999 (97,7%) | 1.078 (96,3%) |
| Афроамериканци    | 4 (0,4%)    | 4 (0,4%)      |
| Азијати           | 1 (0,1%)    | 8 (0,7%)      |
| Хиспаноамериканци | 7 (0,7%)    | 15 (1,3%)     |
| Укупно            | 1.022       | 1.119         |